# Punxaflors rovellat
El punxaflors rovellat (Diglossa sittoides) és un ocell de la família dels tràupids (Thraupidae).

## Hàbitat i distribució
Habita cantells de la selva pluvial, vegetació secundària, matolls, brossa i bosc obert de les muntanyes de Colòmbia i oest i nord de Veneçuela, cap al sud, a través de nord-oest i est de l'Equador i Perú fins al centre i sud-est de Bolívia i nord-oest de l'Argentina.